# Psammocora superficialis
Psammocora superficialis är en korallart som beskrevs av Gardiner 1898. Psammocora superficialis ingår i släktet Psammocora och familjen Siderastreidae. IUCN kategoriserar arten globalt som livskraftig. Inga underarter finns listade i Catalogue of Life.